# Elaenia
Elaenia ist eine artenreiche Gattung von Vögeln aus der Familie der Tyrannen innerhalb der Ordnung der Sperlingsvögel. Die Erstbeschreibung der Gattung erfolgte im Jahr 1836 durch den schwedischen Naturforscher Carl Jakob Sundevall. Ihre Vertreter bewohnen eine Reihe unterschiedlicher Lebensräume in Mittel- und Südamerika sowie der Karibik. Der Name Elaenia stammt von dem altgriechischen Begriff elaineos ab, der in etwa „ölhaltig“ bedeutet und sich auf die zumeist olivfarbene Grundfärbung des Gefieders der Vögel bezieht.

## Merkmale
Tyrannen der Gattung Elaenia sind kleine bis mittelgroße Vögel, die ausgewachsen meist eine Größe im Bereich von 12 bis 20 cm erreichen können. Die meisten Arten besitzen ein überwiegend olivfarbenes Gefieder, das mit zwei bis drei gut erkennbaren Flügelbinden gezeichnet ist. Eine Anzahl Arten zeigt besonders am Unterbauch eine Färbung, die ins Gelbliche übergeht. Des Weiteren sind stark ausgebildete Hauben und gut erkennbare Augenringe wiederkehrende Merkmale, die jedoch nicht bei allen Vertretern zu finden sind. Die Schnäbel der Vögel sind kurz und kräftig, charakteristisch ist eine blassere Färbung des Unterschnabels im Vergleich zum oberen Schnabelteil.
Generell sind die einzelnen Arten rein optisch schwierig zu unterscheiden, häufig müssen zur eindeutigen Identifizierung der vorliegenden Art Faktoren wie das geografische Verbreitungsgebiet, das Habitat, in dem der Vogel angetroffen wurde, sowie seine Lautäußerungen herangezogen werden. Erschwerend hinzu kommt, dass auf Grund geringer morphologischer Unterschiede schon die Abgrenzung von zu Elaenia gehörenden Arten zu anderen Tyrannen schwierig sein kann. Des Weiteren handelt es sich bei vielen Arten um Zugvögel, deren Verbreitungsgebiet je nach Jahreszeit unterschiedlich sein kann. Einige visuelle Anhaltspunkte können beispielsweise das Vorhandensein einer Haube, die Anzahl der Flügelbinden oder die Färbung am Bauch darstellen.

## Verhalten
Die Vögel sind meist Baumbewohner und können häufig aufrecht sitzend auf Ästen und Zweigen angetroffen werden. Sie bewohnen Wälder und offenere Strauchlandschaften, wobei sie trockenere Gebiete zu bevorzugen scheinen. Nicht selten machen sie sich durch lauten und ausdauernden Gesang bemerkbar. Elaenia-Vertreter bilden grundsätzlich keine klassischen Schwärme, an Bäumen mit vielen Früchten kann es jedoch vorkommen, dass eine große Zahl von ihnen zur selben Zeit angetroffen werden kann. Neben Früchten dienen hauptsächlich Insekten als Nahrung.

## Verbreitung und Gefährdung
Die Vertreter der Gattung sind ausschließlich neuweltliche Vögel, ihr Verbreitungsschwerpunkt liegt in Südamerika, wo sich in manchen Regionen bis zu sechs Arten denselben Lebensraum teilen. Außerdem besiedeln einige Arten auch Mittelamerika und die karibische Inselwelt. Die IUCN stuft derzeit alle Arten als nicht gefährdet (Status least concern) ein, in der Regel begründet die Organisation dies mit ihrem großen Verbreitungsgebiet. Für viele Vertreter wird jedoch auch ein allgemein abnehmender Populationstrend festgestellt.

## Systematik
Carl Jakob Sundevall beschrieb die Gattung erstmals 1836 in einem Beitrag im Kungl. Svenska vetenskapsakademiens handlingar. Typusexemplar war ein Individuum des Gelbbauch-Olivtyranns (Elaenia flavogaster). Zurzeit werden Elaenia 22 Arten zugeordnet. Der Chilenische, der Braunrücken- und der Paranáolivtyrann wurden ursprünglich als Unterarten anderer Spezies beschrieben, wurden jedoch auf Grund neuerer Forschungen seit den 1990er-Jahren in den Rang einer jeweils eigenen Art erhoben.
- Braunrücken-Olivtyrann (E. brachyptera)
- Braunscheitel-Olivtyrann (E. cristata)
- Brauntyrann (E. pelzelni)
- Chilenischer Olivtyrann (E. chilensis)
- Dreibinden-Olivtyrann (E. parvirostris)
- Gelbbauch-Olivtyrann (E. flavogaster)
- Graubrust-Olivtyrann (E. spectabilis)
- Grauwangen-Olivtyrann (E. chiriquensis)
- Hispaniolaolivtyrann (E. fallax)
- Hochland-Olivtyrann (E. obscura)
- Nordanden-Olivtyrann (E. frantzii)
- Noronha-Olivtyrann (E. ridleyana)
- Paranáolivtyrann (E. sordida)
- Riesenolivtyrann (E. dayi)
- Rostnacken-Olivtyrann (E. ruficeps)
- Sierraolivtyrann (E. pallatangae)
- Tepuityrann (E. olivina)
- Weißbauch-Olivtyrann (E. albiceps)
- Weißkinn-Olivtyrann (E. martinica)
- Schiefertyrann (E. strepera)
- Schlichttyrann (E. mesoleuca)
- Schuppenolivtyrann (E. gigas)